# Station Bar-le-Duc
Station Bar-le-Duc is een spoorwegstation in de Franse gemeente Bar-le-Duc.

## Treindienst
| Serie      | Treinsoort | Route | Bijzonderheden                               |
| ---------- | ---------- | --- | -------------------------------------------- |
| TER 833600 | TER (SNCF) | Bar-le-Duc – Commercy – Toul – Nancy-Ville – Lunéville |                                              |
| TER 835600 | TER (SNCF) | Révigny – Bar-le-Duc – Commercy – Toul – Nancy-Ville |                                              |
| K 1        | TER (SNCF) | Paris-Est – Épernay – Châlons-en-Champagne – [ Saint-Dizier ] / [ Bar-le-Duc – Commercy – Toul – Nancy-Ville – Lunéville – Sarrebourg – Saverne – Strasbourg-Ville ] | 1 dagelijkse trein Parijs - Straatsburg v.v. |